# Patricia Canning Todd
Patricia Canning Todd, znana jako Pat Todd (ur. 22 lipca 1922 w San Francisco, zm. 5 września 2015 w Encinitas) – amerykańska tenisistka, odnosząca po II wojnie światowej największe sukcesy na kortach.
Była zwyciężczynią wszystkich wielkoszlemowych turniejów, ale tylko jednego w grze pojedynczej (dwa wygrała w grze podwójnej oraz jeden w grze mieszanej).
Pat wygrała międzynarodowe mistrzostwa Francji w 1947 roku, a rok później była w półfinale. Po rocznej przerwie ponownie osiągnęła finał w 1950 roku, przegrany z Doris Hart.
W 1947 i 1948 wygrała debel i mikst na turnieju mistrzostw Południowej Afryki. W 1948 wygrała również US National Indoor Championships. Zawodniczka grająca w Pucharze Wightman.